# St-Rémi (Forbach)

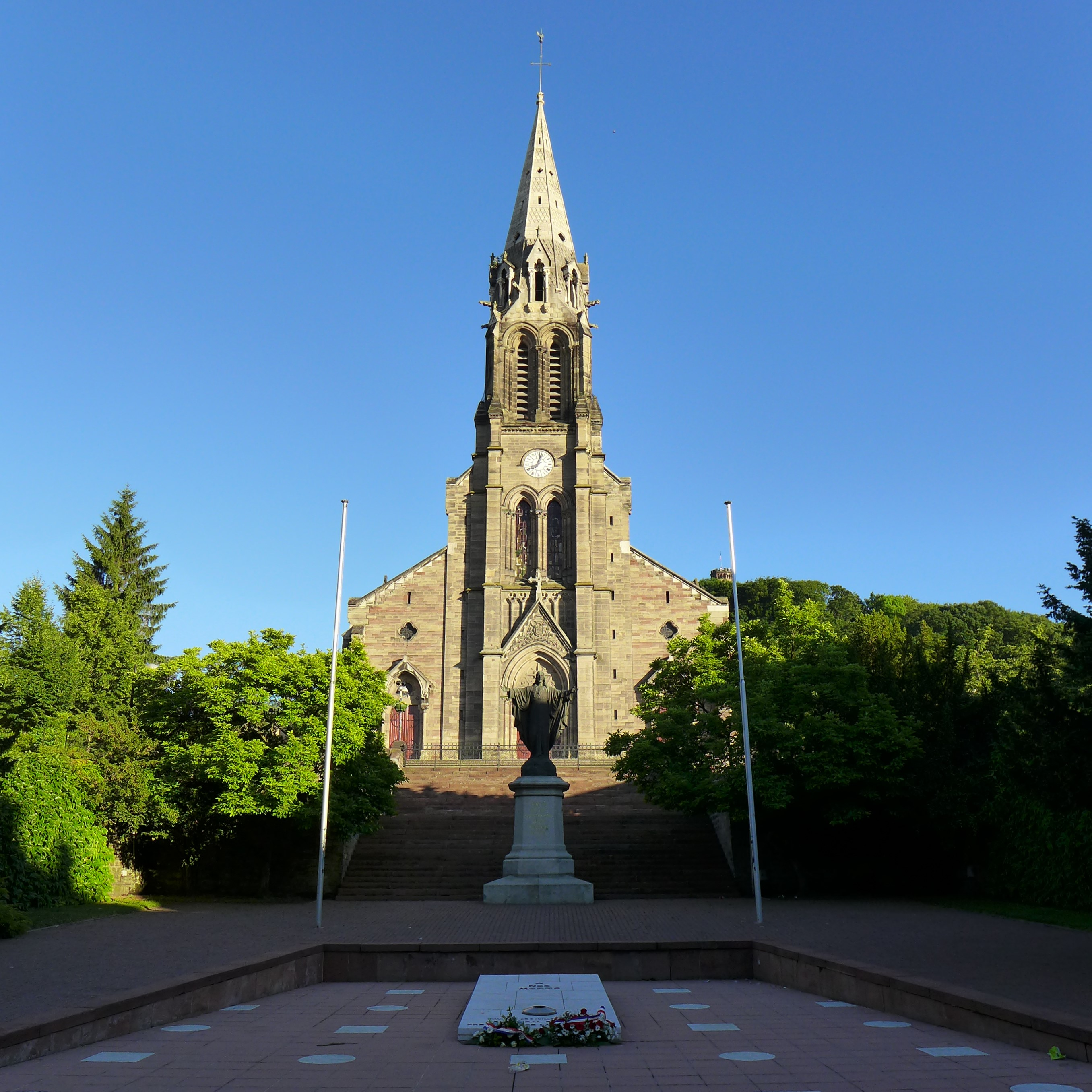
Forbach, Neofrühgotische Kirche St. Remigius von 1868 mit Weihedenkmal der Stadt Forbach an das Heiligste Herz Jesu von 1923 und Kriegergedenkstätte, die am 2. Juli 1961 durch Charles de Gaulle eingeweiht wurde

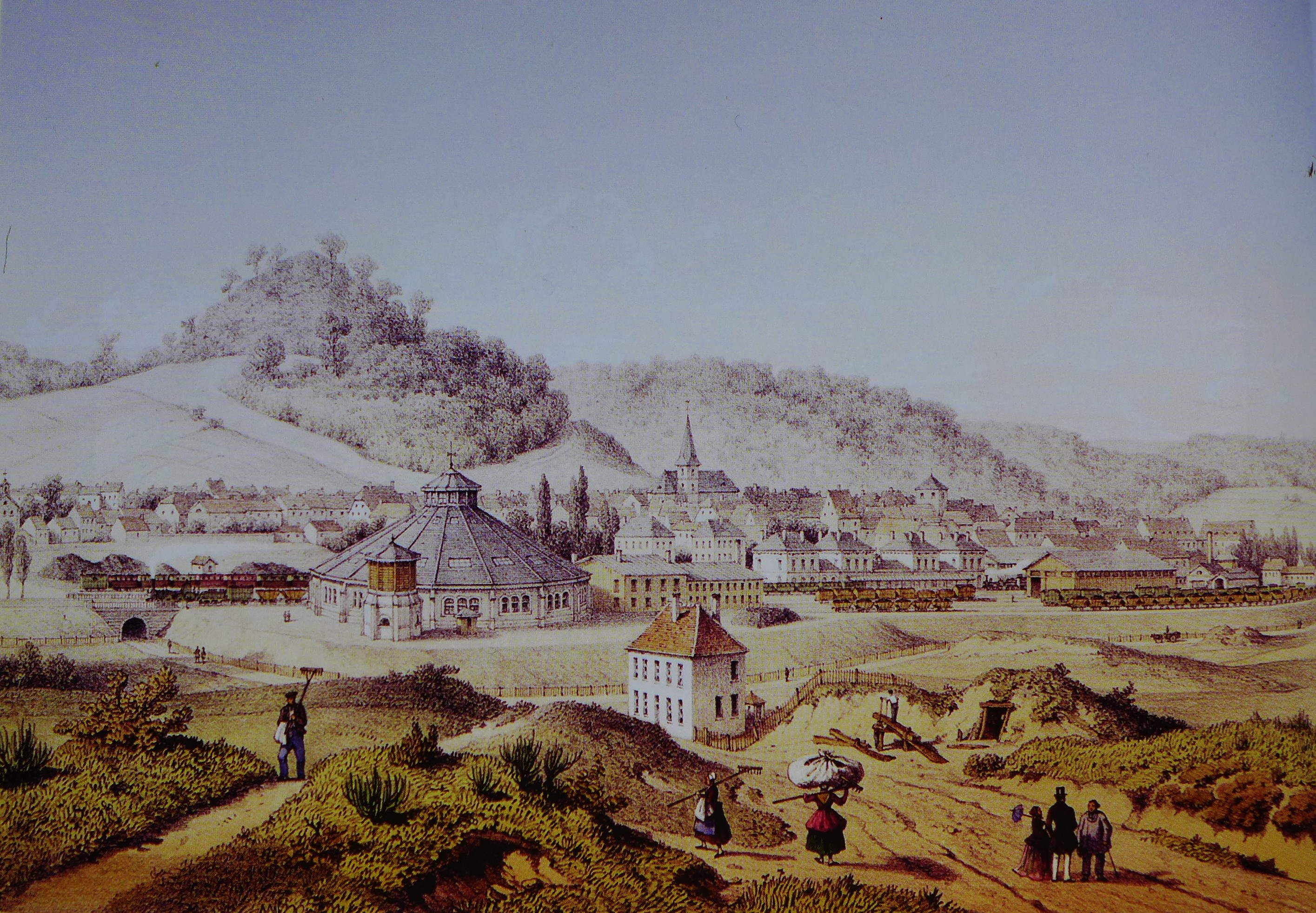
Forbach in den 1850er Jahren mit der alten Pfarrkirche

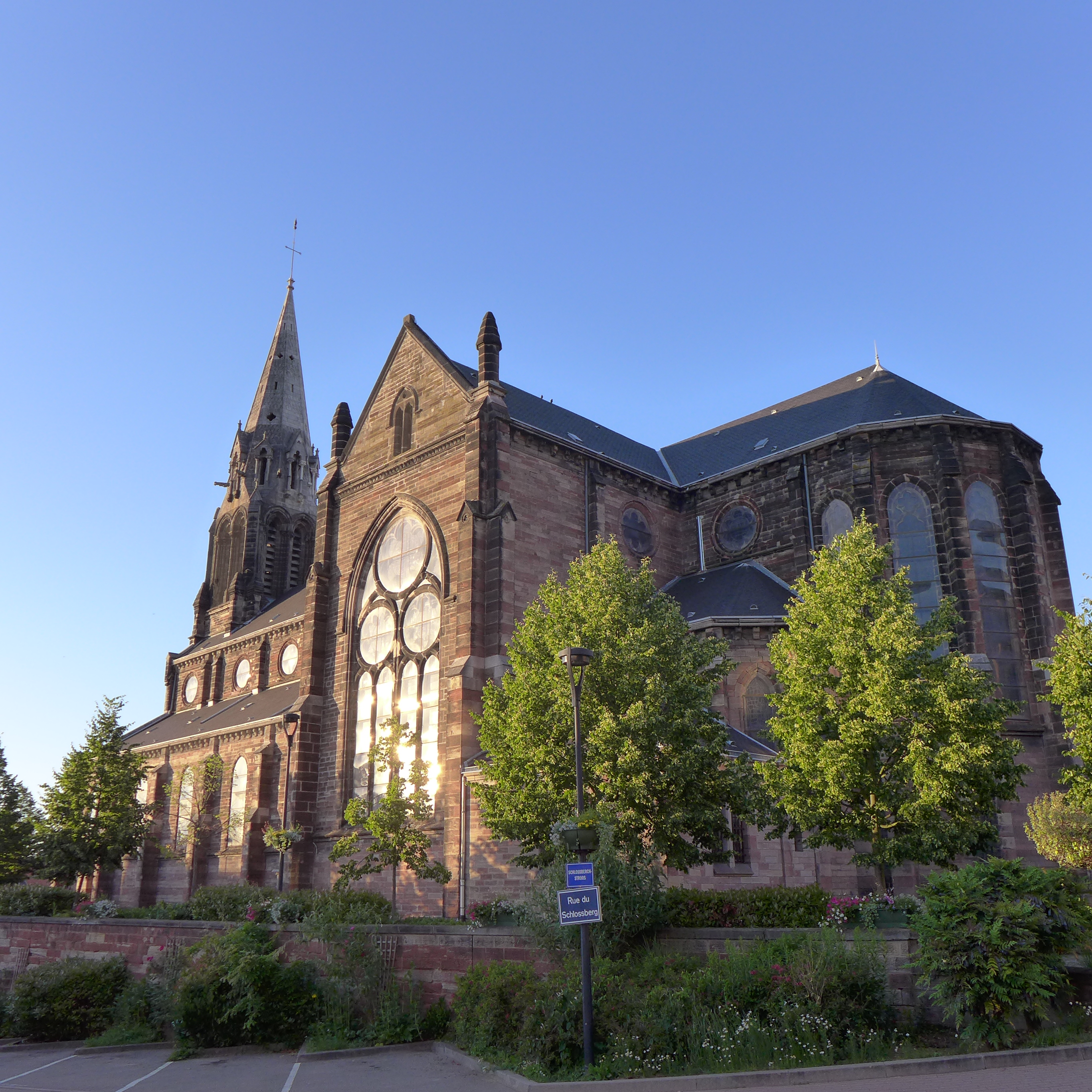
Forbach, St. Remigius, Querhaus und Apsis

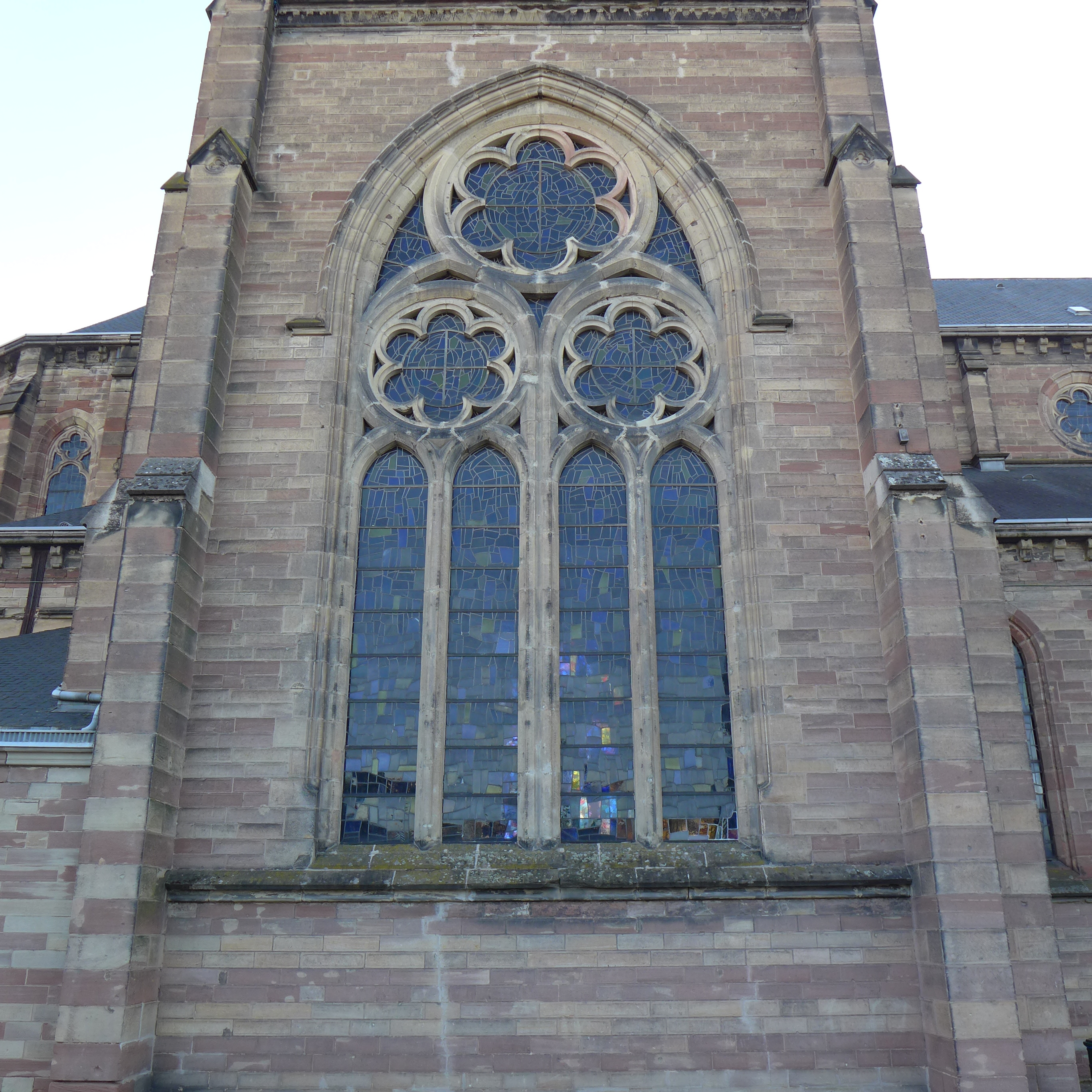
Forbach, St. Remigius, Maßwerk des Querhausfensters

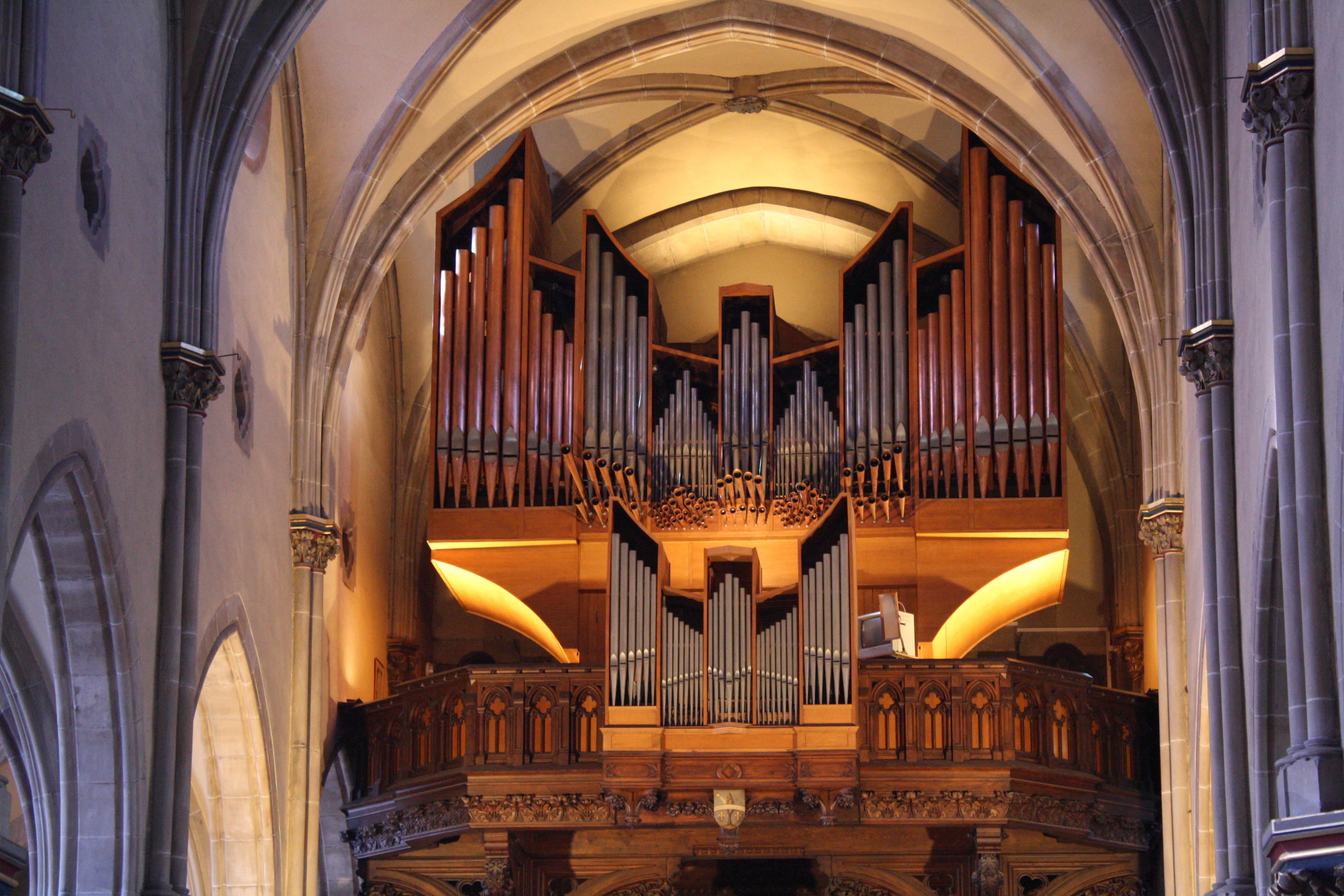
Orgelempore

Die Kirche St-Rémi (deutsch St. Remigius) ist eine römisch-katholische Pfarrkirche in der lothringischen Stadt Forbach. Kirchenpatron ist der heilige Remigius von Reims. Patroziniumstag ist der 13. Januar. Die Pfarrei gehört zum Bistum Metz.

## Geschichte und Architektur
Die Forbacher St. Remigiuskirche wurde in den Jahren von 1866 bis 1868 erbaut. Sie ersetzte die alten Forbacher Kirchen St. Sebastian und St. Remigius. Die Sebastianskirche, die sogenannte „Burgkapelle“ am Fuße des Schlossbergs, war die Namensgeberin des Forbacher Kappelberges (Kapellenberg). Die alte Kapelle St. Remigius befand sich in der Unterstadt, in der Nähe der heutigen Kapelle „Notre Dame du Perpétuel Secours“, die örtlich als Mariahilfskapell(e) bekannt ist. Die früheren kleinen Kirchen erwiesen sich im Gefolge der Industrialisierung, die ab den 1850er Jahren Forbach erfasste und die Bevölkerung stark wachsen ließ, als zu klein. Nach langen Verhandlungen zwischen der Pfarrgemeinde und den französischen Zivilbehörden wurde der Saargemünder Architekt Charles Desgranges beauftragt, die Pläne für eine neue Kirche zu entwerfen. Initiator des Neubaues war der Forbacher Pfarrer Pierre Karst. Sein Grab befindet sich heute vor dem Tabernakel der Remigiuskirche. Der Grundstein der Kirche wurde am 19. Juni 1865 gelegt. Während die alte Forbacher Kirche geostet war, orientierte man die Apsis des Neubaues in südsüdöstlicher Position. Architekt Desgranges wollte eigentlich gelben Jaumont-Stein aus der Metzer Gegend für den Bau verwenden, doch schließlich wählte man heimischen Sandstein.
Der neogotische Sakralbau wurde am 21. Oktober 1868 durch den Metzer Bischof Paul Dupont des Loges geweiht.  An der imposanten Turmfassade ist der Wimperg des Hauptportals mit dem Wappen des damaligen Bischofs geschmückt. Der Grundriss der Kirche ist als lateinisches Kreuz ausgebildet. Das hohe Mittelschiff ist fünfjochig und wird von zwei niedrigeren Seitenschiffen flankiert. Das Querschiff ist ausladend. Die Sakristei befindet sich rechts neben dem Chor. Auf der linken Chorseite ist eine Kapelle angebaut. In vielen Aspekten orientiert sich die Architektur der Forbacher Remigiuskirche an der Konzeption der nahegelegenen gotischen Stiftskirche St. Arnual in Saarbrücken. Parallelen sind die basilikale, dreischiffige Form des Langhauses mit seinen fünf Jochen, die Position des mittig dem Langhaus vorgestellten Turmes, das ausladende, einschiffige Querhaus, der Chorbereich und die Apsis mit Siebenzwölftelschluss ohne Umgang und Nebenapsiden. Die großen Maßwerkfenster mit ihren Maßwerkpässen im Querhaus von St. Arnual und St. Remigius entsprechen sich ebenfalls. Während in St. Arnual in der Obergadenzone Spitzbogenfenster die Wand durchfenstern, erfüllen in der Remigiuskirche kreisförmige Rosenfenster mit Sechspässen diesen Zweck. Statt in das Mauerwerk eingelassener Spitzbögen stützten in Forbach Rundpfeiler mit reichen Kapitellen die Arkaden und lassen den Raum dadurch freier wirken. Wie in der Mauritiusbasilika in Tholey und in St. Arnual sind die Strebepfeiler in Forbach unter den Dächern der Seitenschiffe verdeckt, wie in Tholey und in St. Arnual gliedern kleine Strebepfeiler die Außenwände der Seitenschiffe. Das Fehlen von Kapellenkranz und Nebenabsiden gestattet in Tholey, St. Arnual und Forbach die Anbringung hoher Fenster in Chor und Querhaus. In der Vierung steigen in Forbach Bündelpfeiler zum Gewölbe auf. Die Triforienzone in Forbach ist nur durch kleine Öffnungen über den Arkaden in den Dachbereich der Seitenschiffe angedeutet.
Die Gestaltung des Turmes in Forbach weist in die Frühgotik der Île-de-France. Die Turmfassade ist dreigeteilt. Den mittleren Eingang flankieren jeweils wimpergbekrönte Seitenportale mit einem Vierpassfenster und einem hochrechteckigen Schlitzfenster darüber. Der Turm auf quadratischem Grundriss ist an seinen Ecken von jeweils zwei Strebepfeilern umgeben. Über dem säulengeschmückten Trichterportal mit großem Bogenfeld erhebt sich ein steinernes Kreuz. Die Fläche hinter dem Portalwimperg ist durch ein sechsbahniges Blendmaßwerk gegliedert. Darüber öffnet sich der Turm zum Innenraum in einem Zwillingsfenster mit darüberliegender Kirchturmuhr. Das Zwillingsfenstermotiv wird im dritten Turmgeschoss, dem Glockengeschoss, wiederholt. Hier betonen vier Strebepfeiler die Kanten und leiten so in ein leichtes Oktogon über. Das steinerne Kirchturmdach ist als achteckiger Knickhelm gestaltet. Von der Knickbasis ausgehend, steigen acht Giebelgauben in zwei unterschiedlichen Ausformungen auf. Dazwischen ragen Wasserspeier in Form mythologischer Fabelwesen aus dem Turmhelm heraus. Bei der Turmspitze wechseln waagerecht geschuppte und glatte Flächen einander ab. Die glatten Flächen öffnen sich abwechselnd in Vierpassfenster oder hochrechteckigen Schlitzen. Die Turmspitze wird überragt von einem Metallkreuz mit Turmhahn. Grundsätzliche Inspirationsquelle der Gestaltung dürfte der Südturm der Kathedrale von Chartres gewesen sein. Die beiden Zonen mit Zwillingsfenstern deuten auf die Türme von Notre Dame de Paris hin. Die unausgeführten Pläne Eugène Viollet-le-Ducs zur Aufsetzung von spitzen Turmhelmen mit Giebelgaubenkränzen auf den stumpfen Türmen dort könnten ebenfalls in die Gestaltungsüberlegungen zum Forbacher Remigiusturm eingegangen sein.
Im Glockenturm wurden fünf Glocken mit den Namen Heiligste Dreifaltigkeit, hl. Maria, St. Joseph, St. Remigius und St. Aloisius von Gonzaga installiert. Im Jahr 1896 ersetzte man den alten Kreuzweg durch den noch heute bestehenden. Im Jahr 1916 installierte die Saarbrücker Niederlassung der Siemens-Schuckertwerke die erste elektrische Beleuchtung. Der Außenbereich der Kirche wurde im selben Jahr nach den Plänen des Münchener Architekten Theodor Fischer gestaltet.
Während des Ersten Weltkrieges wurden mehrere Glasfenster zerstört. Zum Dank für das Ende des Krieges wurde mit Spenden der Forbacher Bevölkerung im Jahr 1923 vor der Kirche eine Herz-Jesu-Statue errichtet. Im Jahr 1937 ließ Pfarrer Justin Bour den alten Holzaltar durch einen weißen Altar aus Carrara-Marmor ersetzen.
Während der Besatzung durch das NS-Regime wurden vier der fünf Glocken der Kirche zu Rüstungszwecken beschlagnahmt. Die Herz-Jesu-Statue vor der Kirche entging der Einschmelzung, da die Behörden einen Aufstand der Bevölkerung befürchteten. Im Winter 1944/1945 erlitten die Kirche und die ganze Stadt während der Eroberung durch die US-Armee infolge amerikanischen Artilleriefeuers erhebliche Beschädigungen. Die folgenden Jahre waren dem Wiederaufbau gewidmet.
Im Oktober 1949 wurden neue Glocken im Glockenturm installiert:
- St. Remigius; 2360 kg; Ton C
- Hl. Maria; 1620 kg; Ton D
- St. Joseph; 1100 kg; Ton E
- St. Jeanne d’Arc; 650 kg; Ton G
- St. Aloisius von Gonzaga; 460 kg; Ton A

Der im Krieg beschädigte Marmoraltar wurde durch einen neuen steinernen Altartisch ersetzt. Die zerstörten neogotischen Fenster wurden beim Wiederaufbau durch nicht figurative Glasflächen in bläulichen Tönen der Pariser Künstlerin Janie Pichard ersetzt.
Im Jahr 1988 wurde der Innenraum restauriert. Im Jahr 1995 setzte man die Chororgel instand, im Jahr 2000 die Emporenorgel. Der Kirchturm wurde in den Jahren 2001 bis 2003 renoviert und dabei ein neuer Turmhahn installiert.

## Orgel
Die Orgel wurde im Jahr 1964 durch die Orgelbauwerkstatt Haerpfer & Erman aus Bolchen gebaut. Das vorherige Instrument war durch den US-Artilleriebeschuss im Kriegswinter 1944/1945 stark beschädigt worden. Die großen Temperaturunterschieden zwischen Turm und Kirchenschiff, denen die Orgel von 1964 ausgesetzt war, machten das Instrument zunehmend unbrauchbar. Im Jahr 1996 brachten der Forbacher Gemeinderat und die Association des Amis des Orgues („Kreis der Orgelfreunde“) das Projekt der Restaurierung der Orgel auf den Weg. Orgelbauer Michel Gaillard von der Orgelbauwerkstatt Aubertin in Courtefontaine (Jura) bekam hierfür den Zuschlag. Die Orgel wurde auf der Empore weiter nach vorn gerückt, um sie nicht mehr den unterschiedlichen Temperaturen auszusetzen. Der Prospekt wurde verändert und der Spieltisch erhielt ein viertes Manual, mit dem die Chamade-Register (Spanische Trompete) unabhängig gespielt werden können. Schließlich wurde die Disposition durch einige neu hinzugefügte Register bereichert, darunter zwei 32′-Register im Pedal. Die restaurierte Orgel wurde im Jahr 2000 eingeweiht und ist eines der größten Instrumente des Département Moselle. Die Spieltraktur ist mechanisch, die Registertraktur dagegen elektrisch. Die Orgel besteht aus 3160 Pfeifen. Aufgrund ihrer großen und vielfältigen Klangpalette kann man auf dieser Orgel ein Repertoire von der Renaissance über die barocken und romantischen Werke bis zur Gegenwart spielen.
Disposition der Emporenorgel:
| I Positif C–g3 |               |        |
| 01.            | Bourdon       | 8′     |
| 02.            | Viole         | 8′     |
| 03.            | Montre        | 4′     |
| 04.            | Quinte        | 2 ⁄3′  |
| 05.            | Principal     | 2′     |
| 06.            | Tierce        | 1 3⁄5′ |
| 07.            | Larigot       | 1 ⁄3′  |
| 08.            | Sifflet       | 1′     |
| 09.            | Cymbale III 0 |        |
| 10.            | Cromorne      | 8′     |
|                | Tremblant     |        |

| II Grand orgue C–g3 |                   |        |
| 11.                 | Bourdon           | 16′    |
| 12.                 | Montre            | 08′    |
| 13.                 | Flûte traversière | 08′    |
| 14.                 | Bourdon           | 08′    |
| 15.                 | Prestant          | 04′    |
| 16.                 | Flûte à cheminée  | 04′    |
| 17.                 | Nasard            | 02 ⁄3′ |
| 18.                 | Doublette         | 02′    |
| 19.                 | Fourniture V      |        |
| 20.                 | Cornet V          |        |
| 21.                 | Dulciane          | 16′    |
| 22.                 | Trompette         | 08′    |
| 23.                 | Clairon           | 04′    |
|                     | Tremblant         |        |

| III Récit expressif C–g3 |                  |     |
| 24.                      | Principal        | 08′ |
| 25.                      | Flûte harmonique | 08′ |
| 26.                      | Gambe            | 08′ |
| 27.                      | Voix céleste     | 08′ |
| 28.                      | Flûte            | 04′ |
| 29.                      | Octavin          | 02′ |
| 30.                      | Fourniture IV    |     |
| 31.                      | Bombarde         | 16′ |
| 32.                      | Trompette        | 08′ |
| 33.                      | Basson-Hautbois  | 08′ |
| 34.                      | Clairon          | 04′ |
|                          | Tremblant        |     |

| IV Chamade C–g3 |             |    |
| 35.             | Trompette 0 | 8′ |
| 36.             | Régale      | 8′ |
| 37.             | Clairon     | 4′ |
|                 | Tremblant   |    |

| Pédale C–f1 |                  |         |
| 38.         | Soubasse         | 32′     |
| 39.         | Principal        | 16′     |
| 40.         | Soubasse         | 16′     |
| 41.         | Quinte           | 10 2⁄3′ |
| 42.         | Principal        | 08′     |
| 43.         | Bourdon          | 08′     |
| 44.         | Principal        | 04′     |
| 45.         | Flûte            | 04′     |
| 46.         | Fourniture III   |         |
| 47.         | Basson           | 32′     |
| 48.         | Bombarde douce 0 | 16′     |
| 49.         | Trompette        | 08′     |
| 50.         | Clairon          | 04′     |

- Koppeln: I/II, III/I, III/II, IV/II, IV/II 16′, IV/III, IV/III 16′, I/P, II/P, III/P, IV/P

## Pfarrer
Die Pfarrei St. Remigius wurde von folgenden Pfarrern geleitet:
- Pierre Karst: 1864–1882
- Johann Hessemann: 1882–1896
- Stanislas Rigaux: 1896–1927
- Justin Bour: 1927–1945
- Alphonse Thiébaut: 1945–1950
- Pierre Hallinger: 1951–1965
- Emile Nagel: 1965–1978
- Joseph Penrad: 1978–1996
- Bernard Schwarz: 1996–